# Casa da Índia

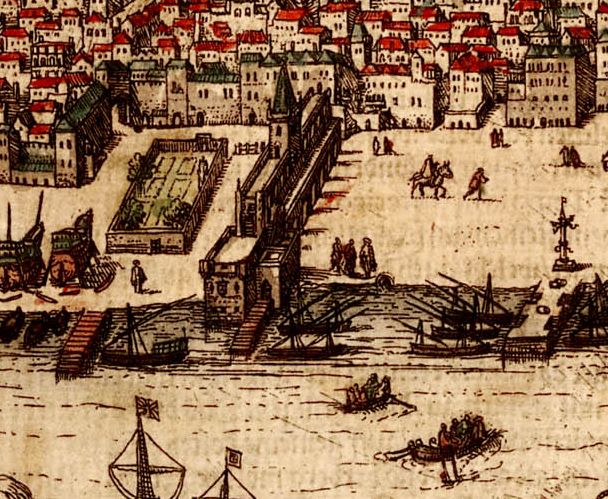
O Paço da Ribeira onde a Casa da Índia estava localizada. Perpendicular ao rio Tejo, possuía uma torre central e um terraço frente ao rio. À esquerda vê-se o estaleiro (Ribeira das Naus), com alguns navios em construção. A área aberta à direita é o Terreiro do Paço, com o porto e um pelourinho (gravura de Braun e Hogenberg. "Civitates Orbis Terrarum", 1572).

A Casa da Índia foi uma organização portuguesa criada por volta de 1503 em Lisboa para administrar os territórios portugueses além mar, assim como todos os aspetos do comércio externo, navegação, desembarque e venda de mercadorias.
Assegurava o monopólio régio da navegação e comércio do Império português desenvolvido na sequência dos descobrimentos do século XVI. Funcionava como feitoria, alfândega e arquivo central, sendo a mais importante instituição económica de Portugal na época. Entre 1503 e 1755 esteve sedeada no Paço da Ribeira, em Lisboa (atual Praça do Comércio).
Os precursores da Casa da Índia surgiram para administrar as oportunidades comerciais resultantes da exploração portuguesa do litoral Africano. Em 1434 foi fundada em Lisboa a "Casa de Ceuta", que não foi bem sucedida pois os comerciantes muçulmanos desviaram as rotas comerciais de Ceuta para outros locais. Em 1445 em Lagos, no Algarve, seguiram-se a Casa de Arguim e a "Casa da Guiné", para desenvolver o comércio com a África ocidental, no âmbito da Companhia de Lagos. Em 1460, após a morte do Infante D. Henrique ambas as casas foram transferidas para Lisboa e fundidas na "Casa da Guiné e da Mina", tendo o Castelo de São Jorge da Mina desde 1482 como próspera base de negociação na costa Oeste Africana.
Com a descoberta do caminho marítimo para a Índia por Vasco da Gama, e posterior exploração comercial, aparece a primeira referência escrita a uma Casa da Índia numa carta régia datada de 1501. Após o estabelecimento de uma cadeia de postos comerciais cerca de 1503, todas as atividades foram centralizadas na "Casa da Guiné, da Mina e da Índia", mais tarde chamada simplesmente "Casa da Índia", que depressa se tornou a instituição econômica mais importante em Portugal, localizada no Palácio Real, no Terreiro do Paço (atual Praça do Comércio). Crê-se que Casa da Índia teria produzido um mapa secreto, o Padrão Real, semelhante ao planisfério copiado por Cantino, a partir do qual as cartas náuticas seriam elaboradas, contraparte do "Padrón Real" espanhol.

## Atividade
Em 1504 todas as atividades comerciais na África e, sobretudo, na Ásia foram reunidas na Casa da Índia, tornando-se sujeitas ao controlo da Coroa Portuguesa. Sob a supervisão do "Vedor da Fazenda" (tesoureiro real) todos os produtos tinham de ser entregues à Casa, tributados e vendidos a um preço acordado, sendo depois os rendimentos pagos aos proprietários.
A Casa da Índia funcionava como alfândega, escritório central de contabilidade para as várias feitorias no exterior, arquivo, armazém, autoridade de pessoal para marinheiros, soldados e comerciantes, bem como um dos primeiros serviços de correio do mundo. Fixava os preços e verificava as compras, vendas e pagamentos. 
Além disso equipava as frotas, organizava as necessárias escoltas militares, geria a entrada e partida dos navios e emitia os vários certificados e licenças. Através da Casa da Índia os funcionários reais eram colocados no exterior e os decretos reais e regulamentos eram divulgados além mar.
Entre 1506 e 1570, a Casa da Índia manteve o monopólio real sobre todas as importações e as vendas das principais especiarias - pimenta, cravinho e canela - seda e goma-laca, bem como sobre a exportação de ouro, prata, cobre e coral, cobrando 30% de imposto sobre os lucros de outros dos restantes produtos, mantendo a Coroa como a entidade reguladora do comércio em geral.
Ao longo de cerca de 30 anos, de 1503 a 1535, os portugueses ultrapassaram o comércio de especiarias veneziano do Mediterrâneo..
Em 1506 cerca de 65% dos proveitos do reino eram provenientes das atividades além-mar. Em 1510 a coroa portuguesa obtinha cerca de 1 milhão de cruzados anuais apenas do comércio de especiarias, que em 1518 representavam 39% da receita da Coroa, o que levaria Francisco I de França a apelidar D. Manuel I de Portugal "le roi épicier", ou seja, "o rei merceeiro."
O monopólio real sobre as exportações de cobre gerou também grandes ganhos, uma vez que o cobre tinham grande procura na Índia e na África Ocidental. De 1495 a 1521 da Coroa Portuguesa importou de Antuérpia, então o centro do comércio internacional, cerca de 5.200 toneladas de cobre, principalmente aos Fugger da Hungria, que exportou em seguida principalmente para a Índia.
O monopólio real do comércio manteve-se lucrativo até 1570, sustentando o enriquecimento e o crédito de Portugal. A quota do comércio total da Coroa com a Ásia em 1506 ascendeu a cerca de 25% e aumentou de progressivamente até 50% ou mais, mas sem nunca eliminar os operadores privados: o monopólio do comércio foi acompanhado sempre pelo livre comércio de outros produtos como têxteis, armas, papel e peixe salgado, como o bacalhau. A exploração de alguns monopólios reais foi por vezes entregue pela Casa da Índia a operadores privados, por períodos determinados. Após 1570, os monopólios foram abolidos, excepto a compra de especiarias e do comércio de cobre e prata.
Após um pico especulativo a receita começaria a declinar em meados do século, devido aos custos da presença portuguesa em Marrocos e a gastos supérfluos. Portugal não desenvolvera as infraestruturas domésticas para acompanhar a atividade, confiando em serviços externos e de estrangeiros para suportar as suas atividades comerciais, fazendo com que grande parte da receita fosse gasta nesse processo.

## Declínio
Em 1549 o centro de comércio português em Antuérpia, a Feitoria Real de Antuérpia também referida como feitoria da Flandres, faliu e foi encerrada. À medida que o trono se empenhava em meados do século, confiava crescentemente no financiamento externo. Cerca de 1560 a receita da Casa da Índia não era suficiente para cobrir as suas despesas: a monarquia tinha entrado em ruptura.
A política de monopólios foi atenuada em 1570. Em 1600, durante a União Ibérica com Espanha, o rei espanhol nomeou uma comissão formada por três castelhanos para acompanhar a Casa da Índia, levando a uma forte resistência de Portugal. Em 1642, após a restauração da Independência, a política de monopólios foi finalmente abandonada, passando a Casa a ter um carácter essencialmente de alfândega.
Com o declínio do império comercial e do poder político português nos territórios além mar, a importância da Casa da Índia diminuíu gradualmente. Em 1822, com o surgimento de uma monarquia constitucional e de novas estruturas do Estado em Portugal, diversas competências da Casa da Índia transitaram para novos ministérios e agências. A 17 de Setembro de 1833 a Casa da Índia foi dissolvida por decreto e as suas restantes responsabilidades fiscais como Autoridade de Alfândega, foram atribuídas à Alfândega de Lisboa.

## Cronologia
- 1504 - Todas as atividades comerciais na África e, sobretudo, na Ásia foram reunidas na Casa da Índia, sob o controlo da Coroa Portuguesa.
- 1525-1528 - João de Barros foi tesoureiro da Casa da Índia.
- 1532-1568 - Dom João III designou João de Barros feitor das casas da Índia e da Mina, posição de grande destaque e responsabilidade, onde se manteve até pouco antes da sua morte, provando ser um administrador desinteressado, contrastando com antecessores que haviam adquirido grandes fortunas.
- 1549 - O centro de comércio português em Antuérpia, a Feitoria Real de Antuérpia, faliu e foi encerrado.
- 1570 - Parte dos monopólios reais foram abolidos, excepto a compra de especiarias e do comércio de cobre e prata.
- 1592-1594 - Foi estabelecido na Casa da Índia um departamento separado (consulado), dedicado à proteção de portos e da luta contra piratas.
- 1600 - Durante a União Ibérica com Espanha, o rei espanhol nomeou uma comissão formada por três castelhanos para acompanhar a Casa da Índia, levando a forte resistência de Portugal.
- 1642 - A política de monopólios foi abandonada, passando a Casa a ter um carácter de alfândega.
- 1709 - O padre jesuíta Bartolomeu de Gusmão demonstrou os princípios do voo em balão de ar quente, fazendo voar um aeróstato no interior da Casa da Índia.
- 1755 - O Paço da Ribeira onde funcionava a Casa da Índia foi destruído pelo terramoto de 1755.
- 1833 - A 17 de setembro, a Casa da Índia foi dissolvida por decreto e as suas responsabilidades fiscalizadoras atribuídas à Alfândega de Lisboa.